# Yの悲劇
『Yの悲劇』（ワイのひげき、The Tragedy of Y ）は、1932年に発表されたアメリカ合衆国の推理作家エラリー・クイーンの長編推理小説。
ドルリー・レーンを探偵役とする「悲劇」4部作のうち、前作『Xの悲劇』に続く第2部。本作を含む4作品は「バーナビー・ロス」名義で発表された。
1978年にフジテレビが同名タイトルでドラマ化した。

## あらすじ
ニューヨークの富豪、ヨーク・ハッターが青酸を服用して自殺した。しかし、それはその後の殺人劇の前奏曲に過ぎなかった。
家族皆が変人奇人で有名なハッター家で、盲目で聾唖の長女ルイーザが飲むはずのエッグノッグに何者かによりストリキニーネが混入され、それを長男コンラッドの13歳の息子ジャッキーが飲んで死にかけるという毒殺未遂事件が起こった。さらに、ハッター家の独裁者であるエミリイ老夫人がマンドリンで殴られて殺された。エミリイと同じ部屋で寝ていたルイーザは犯人の顔に触れており、その顔の持ち主は「すべすべした柔らかい頬」と「甘いヴァニラのようなにおい」をしていたという。
事件解決に乗り出した元舞台俳優の名探偵ドルリー・レーンは、やがてヨーク・ハッターが書いていた探偵小説のあらすじを見つける。そこには、妻や子供たちから迫害されていたヨーク自身が犯人となって、復讐のために妻を殺害する方法が書き留められていた。これにより、一連の事件は、ヨーク・ハッターに代わる何者かによって、このあらすじに沿って行われていたことが判明する。

## 提示される謎
- ホワイ・ダニット（なぜマンドリンなどという、軽い弦楽器を凶器に選んだのか）

## 作品の評価
- 世界の推理小説史上の名作として特に日本での人気が突出して高く、従来は海外ミステリ人気投票のような企画では、1960年『ヒッチコックマガジン』、1975年『週刊読売』、1985年『週刊文春』（東西ミステリーベスト100）などで、長らく定番の1位作品と評価されてきた。
- 近年では、1991年『ミステリ・マガジン』8位、1999年『EQ』2位、2005年『ジャーロ』1位、2006年『ミステリ・マガジン』9位、2010年『ミステリが読みたい!』（海外ミステリ オールタイム・ベスト100 for ビギナーズ）で8位、2012年『週刊文春』（東西ミステリーベスト100）で2位など、かつてのような不動の1位作品ではなくなっているが、半世紀以上を経た作品としては依然人気が高い。
- 日本国外での評価はそれほど高くなく、1990年に英国推理作家協会が出版した『史上最高の推理小説100冊』および1995年にアメリカ探偵作家クラブが発表した『史上最高のミステリー小説100冊』のいずれにも選出されていない[2][3]。
- エラリー・クイーン・ファンクラブ会員40名の採点による「クイーン長編ランキング」[4]では、本作品は5位に評価されている[5]。

## 日本語訳書
- 1937年 春秋社、井上良夫訳
- 1950年 ぶらっく選書 (10)、新樹社、井上良夫訳
- 1958年 新潮文庫、大久保康雄訳
- 1959年 創元推理文庫、鮎川信夫訳
- 1961年 角川文庫、田村隆一訳（2015年現在、グーテンベルク21より復刊）
- 1974年 講談社文庫、平井呈一訳
- 1988年 ハヤカワ・ミステリ文庫、宇野利泰訳
- 1998年 乱歩が選ぶ黄金時代ミステリーBEST10 (4)、集英社文庫、鎌田三平訳
- 2010年 角川文庫、越前敏弥訳
- 2022年 創元推理文庫、中村有希訳

## テレビドラマ
1978年7月15日から同年8月19日まで、フジテレビ系列の『ゴールデンドラマシリーズ』（土曜22時 - 22時54分）枠で放送。全6回。

### キャスト
役名後の（ ）内は原作で相当する人物
- 石坂浩二：南郷亮治（ドルリー・レーン）
- 金子信雄：佐原鉄蔵警部（サム警視）
- 夏目雅子（連続ドラマ初出演）：佐原清子（ペーシェンス・サム ※原作では『Ｚの悲劇』から登場）
- 土部歩：矢ヶ崎百合（ルイザ・キャンピオン）
- 村松英子：矢ヶ崎江利（バーバラ・ハッター）
- 武原英子：矢ヶ崎茱利（ジル・ハッター）
- 夏圭子（夏桂子名義）：木村よし子（ミス・スミス看護婦）
- 岩下浩：室田検事（ウォルター・ブルーノ地方検事）
- 花王おさむ：久保田正人（ピンカッソン刑事）
- 小杉治：篠塚富夫（エドガー・ペリー家庭教師）
- 遠藤義徳：矢ヶ崎弥一（ジャッキー・ハッター）
- 江原真二郎：矢ヶ崎公吉（コンラッド・ハッター）
- 遠藤剛：長岡敬弁護士（チェスター・ビギロウ弁護士）
- 瀬良明：篠塚治作（ジョージ・アーバックル運転手）
- 大友龍三郎：舞台監督
- 村上幹夫：医師
- 崎田美也：看護婦Ａ
- 新井梨枝子：看護婦Ｂ
- 伊豆肇：南判三（イーライ・トリヴェット元船長）
- 千石規子：篠塚まき（ミセス・アーバックル家政婦）
- 中条静夫：米田元石（メリアム医師&シリング検察医）
- 左幸子（特別出演）：矢ヶ崎菊江（エミリー・ハッター）
- 八千草薫：矢ヶ崎節子（マーサ・ハッター）
- 篠原大作：ナレーター

### スタッフ
- 原作：エラリー・クイーン『Yの悲劇』より（角川文庫刊）
- 企画：銀谷功、村上光一
- 翻案：清水邦夫
- 脚色：清水邦夫
- 音楽：佐藤勝
- 技術：加賀谷寛
- カメラ：丸育三
- ＶＥ：山本米勝
- 音声：小西幸久
- ＶＴＲ：岡田広幸
- 照明：滝沢進
- 音響効果：諸橋毅一
- 照明効果：岩木保夫
- アシスタントディレクター：雨宮望・中山秀一
- 美術制作：木村享
- 美術デザイン：小泉章一
- 衣装：富田敏夫
- 美粧：喜多博
- 演奏：東京アートビューロー
- プロデューサー：銀谷功、道祖土健
- 演出：杉田成道
- 制作：プロデューサー/プレイヤー、フジテレビ
- 協力：ジャンセン、きもの鈴乃屋、渋谷ドリアン、人形の久月、宝石店ミワ、豊橋鉄道、蒲郡ホテル、渋谷ビデオスタジオ

### 映像ソフト
- 2009年3月18日にポニーキャニオンからDVDが発売された。

| フジテレビ系 ゴールデンドラマシリーズ | フジテレビ系 ゴールデンドラマシリーズ | フジテレビ系 ゴールデンドラマシリーズ |
| 前番組                                | 番組名                                | 次番組                                |
| ------------------------------------- | ------------------------------------- | ------------------------------------- |
| 追いつめる                            | Yの悲劇                               | 飢餓海峡 （若山富三郎・藤真利子版）   |